# 北辰斜にさすところ
『北辰斜にさすところ』（ほくしんななめにさすところ）は、2007年公開の日本映画。題名は旧制第七高等学校造士館寮歌「北辰斜に」にちなむ。

## 概要
弁護士の廣田稔（1965年 鹿児島大学卒）が、現代のシステム化が進んだ教育に疑問を持ち、のちに本作の脚本を手がけることとなる作家の室積光がその意を受けて旧制高校OBたちに取材をし、小説『記念試合』を執筆した。
鹿児島の第七高等学校造士館と熊本の第五高等学校との間で行なわれていた対抗野球戦が2002年に百周年を迎えることを機に、OBたちが後身の現役大学生による記念試合を企画する。記念試合の準備過程と七高の往年の名投手の回想を通じて、昭和初期の旧制高等学校生と彼らのその後を描く。
小説では、勝弥の中国戦線での行動や、復員が決まって故郷に帰るまでの道のり、勝雄の高校時代の日記なども描かれている。

## あらすじ
七高五高野球対抗戦100周年を迎えるにあたって、七高OBの本田一は、メジャーリーグで行われていた復刻版ユニフォームでの試合に影響を受けて、現在の鹿児島大野球部と熊本大学野球部の選手が旧制高校時代のものを模したユニフォームを使用して記念試合を行うことを発案する。また、会場は、五高にとってはホームとなる熊本県内であり、七高にとってはかつての名投手「上田兄弟」の故郷である人吉にある川上哲治記念球場となる。
七高OBたちは上田勝弥の出席を待望するも、本人は渋る。勝弥は七高時代の寮生活や憧れの草野先輩との思い出を回想する。勝弥の七高時代の思い出話を聞いた孫の勝男が鹿児島大学への進学を希望、また、高校時代に勝弥とバッテリーを組んでいた西崎浩一の死去により、勝弥は記念試合への出席を決めるのだった。そして回想を通じて、なぜ勝弥が野球や七高から遠ざかっていたのかが明らかになる。

## 登場人物
上田勝弥
1936年に人吉中学校より七高へ進学、後に九州帝国大学医学部卒業。戦時中は軍医となる。戦後は整形外科医院を開業し、現在はリタイアしている。神奈川県川崎市在住。
高校時代は野球部に所属しており、七高OBからは「伝説の投手」と称されている。チームメイト西崎の妹・京子を見初め、後に結婚。
軍医時代、南方戦線で、中学高校時代の先輩であった草野正吾と再会する。しばらく後に負傷した草野と再び遭遇するが、見殺しにする形となってしまう。東京七高会の集まりに出ることはあったが、七高OB全体の会合に参加することも九州に帰ることも避けていた。
病床にありながらも記念試合への出席を望み続けていた西崎が亡くなったことを受けて、自身の考えを改める。
上田勝男
勝弥の孫。高校では野球部で投手をしていたが、3年の夏の大会前に脚に大怪我を負い、スポーツ推薦による大学進学をあきらめることとなる。本田が記念試合の案を伝えるために勝弥を訪ね、同席して祖父の高校時代の話を聞き、鹿児島大学への進学を志し、法文学部へ入学する。大学でも野球部に所属し、記念試合に登板することを果たす。
上田勝雄
勝弥の弟で、1940年に七高へ入学する。1942年、繰上げ卒業により京都帝国大学に進むも、翌年在学中に徴兵されて海軍航空隊に入り、1945年に戦死。兄とならんで「伝説の投手」といわれる。
上田勝弘
勝弥の息子で、勝男の父。父の医院を継いでいる。息子に慶応大学に進むこと、医学部進学でなく野球部に入部し六大学野球に出場してもらうことを望んでいたが、鹿児島大学志望をすぐに受け入れた。

## 備考
- 寮での一室の場面で、壁の落書きに『哲學ハ有限ヲ以テ宇宙ヲ包括セントスル企画ナリ』と書かれているが、これは旧制第一高等学校の岩元禎教授が哲学概論の授業で用いた言葉のもじりである。なお岩元は七高造士館の前身である鹿児島高等中学造士館の出身である。
- 上記と同じく壁の落書きに、“オハラ節”の歌詞が書かれているが、これは鹿児島県の民謡小原節を旧制高校風にしたものであると思われる。
- 劇中で登場する数学の伊東教授の台詞に『数式を乱雑に書き並べてはよい推理は出来ない。整然としたあっさりとした数式の中から良い推理は生まれる』とあるが、これは実際には旧制第八高等学校の近藤教授の言葉である。
- 俳優であり実の親子である林隆三と林征生が、親子役として共演している。

## キャスト
- 上田勝弥：三國連太郎
- 草野正吾：緒形直人
- 上田勝弘：林隆三
- 橋本富子：佐々木愛
- 上田勝弥（青春時代）：和田光司
- 上田勝男：林征生
- 上田勝雄：笹村浩介（特別出演）
- 西崎京子：清水美那
- 露崎真知子：大西麻恵
- 末永清：阪本浩之
- 中神進一郎：池上リョヲマ
- 江頭キャプテン：佐野泰臣
- 重松俊明：波岡一喜
- 西崎浩一（青春時代）：田中優樹
- 村田聡：滝田裕介
- 赤木吾郎：土屋嘉男
- 西村順造：樋浦勉
- 徳田衛生軍曹：金山一彦
- 下村永吉：三遊亭歌之介
- 上田陽子：斉藤とも子
- 上田裕子：篠田久美子
- 白石：田上晃吉
- 本田一：神山繁
- 海路政夫：北村和夫
- 財前一郎：鈴木瑞穂
- 西崎浩一：織本順吉
- 西崎公子：佐々木すみ江
- 天本英人：犬塚弘
- 北島憲吉：高橋長英
- 伊東教授：河原崎建三
- 真田喜信：坂上二郎
- 宇土虎雄：永島敏行
- 赤木吾郎の秘書：絵沢萠子
- 城南高校野球部監督：安藤一夫
- 鹿児島大学野球部監督：福田勝洋
- ナレーター：山本圭

ほか

## スタッフ
- 監督：神山征二郎
- 製作：廣田稔、神山征二郎
- 脚本：室積光、神山征二郎
- 原作：室積光『記念試合』2007年12月小学館、ISBN 978-4093862042
- 上映時間：111分

## 参考資料
- 『北辰斜にさすところ』公式パンフレット 2007年12月22日東急レクリエーション発行